# María Martner
María Camila Martner García (Santiago, 26 de noviembre de 1921 - Valparaíso, 22 de junio de 2010) fue una escultora, muralista y vitralista chilena.

## Biografía
Estudió en la Escuela de Bellas Artes de la Universidad de Chile entre 1941 y 1945. Fue estudiante de Lily Garafulic y Julio Antonio Vásquez en Escultura y de Gregorio de la Fuente en dibujo. Posteriormente, entre 1945 y 1947, continuó sus estudios en la Escuela de Bellas Artes de Viña del Mar con Carlos Hermosilla Álvarez. Viaja en el año 1977 a California, en Estados Unidos, para aprender la técnica del vitral, y experimenta con el diseño de estructuras, utilizando cobre y piedras semi-preciosas laminadas.
Fue amiga del poeta chileno Pablo Neruda, quien organizó su primera exposición. María Martner hizo gran parte del arte de las casas de Neruda.
En 1972, el presidente Salvador Allende le encomendó la creación de un mural para la entrada de la casa presidencial de Tomás Moro. La obra, que representa el Escudo de Chile, fue confeccionada con diferentes piedras -cuarzo, lapislázuli, ágatas, jaspe, entre otras–, las que fueron donadas por Pablo Neruda, y tuvo una dimensión de 2,7x3 metros. Tras el golpe de Estado del 11 de septiembre de 1973 el mural fue cubierto por varias capas de pintura, por lo que fue sometido a un proceso de restauración en 2006.

## Obra
Tres de sus murales han sido declarados como Monumentos Nacionales, en la categoría de Monumentos Históricos:
- Mural Vida Oceánica de Valparaíso
- Mural ubicado en el Parque Monumental Bernardo O´Higgins de Chillán Viejo.
- Mural obra de María Martner y de Juan O´Gorman de la Piscina Tupahue.

El Consejo de Monumentos Nacionales de Chile destaca: 

"María Martner es una de las pocas mujeres que pudieron contribuir al muralismo chileno, ya que se opuso a la tradición académica y se propuso el rescate de valores relativos al orden matriarcal."
CMN